# Lena Holger

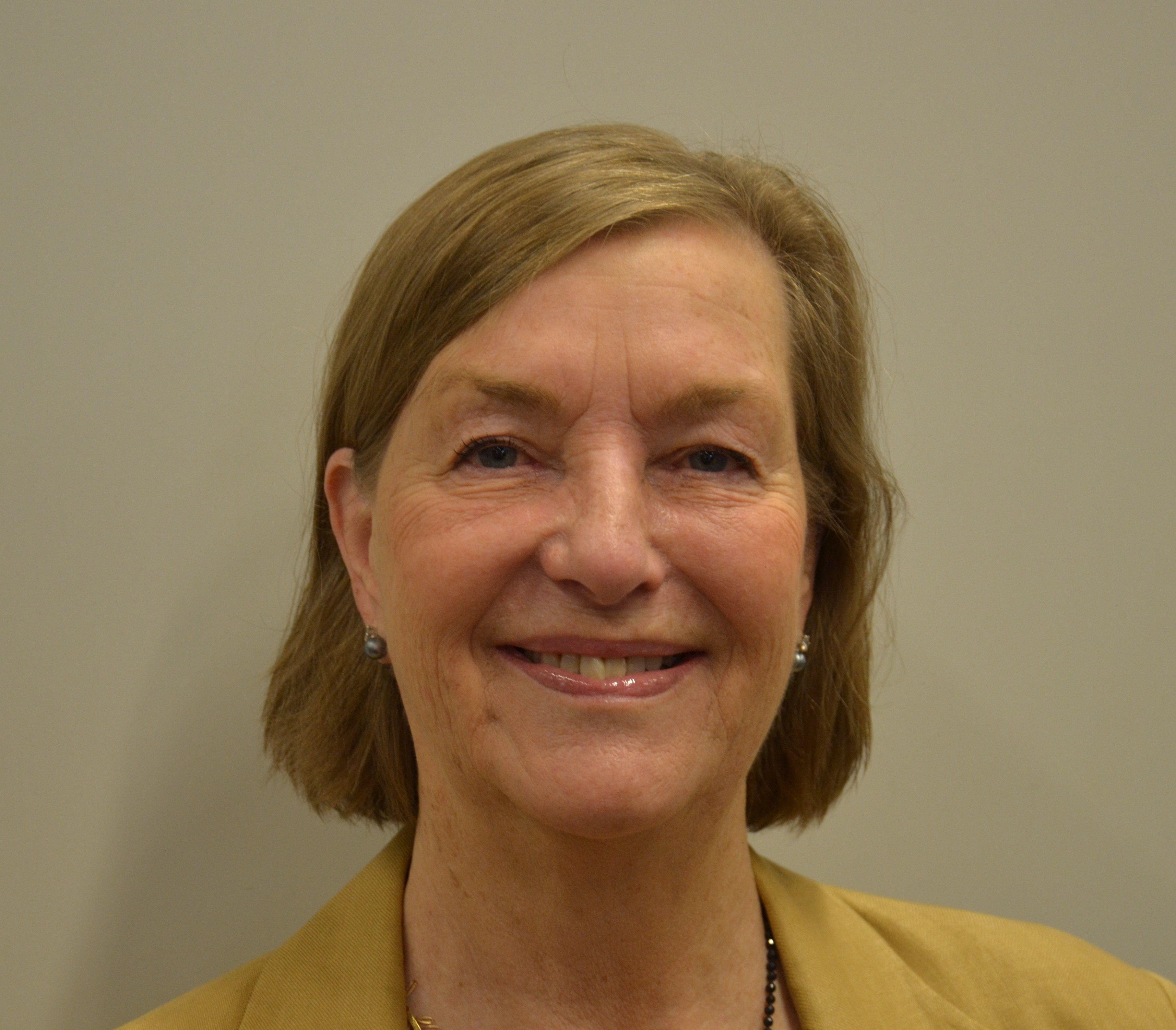
Lena Holger

Lena Johanna Holger, född 25 oktober 1941 i Stockholm, är en svensk författare och museiman.
Lena Holger växte upp i Hyltebruk och tog studentexamen vid Enskilda Gymnasiet i Stockholm. Hon är filosofie kandidat i konstvetenskap vid Stockholms universitet.
Hon har varit amanuens vid Stockholms universitet, utställningsproducent 1978-88 vid regionala museer i Linköping och Gävle, Liljevalchs konsthall/Kulturhuset Stockholm och chefsintendent vid Nationalmuseum i Stockholm 1988-2008. Hon har specialstuderat Helene Schjerfbecks konstnärskap, skrivit flera böcker och producerat utställningar med hennes verk, den första år 1987 på Prins Eugens Waldemarsudde och den senaste boken om Helene Schjerfbeck för Ateneums serie om finländska konstnärer 2016. 
Hon har även varit kurator på Nationalmuseum för till exempel Festligheter och fyrverkerier 1999, Fem konstnärer, fem sekler, fem val 2000 och Identitetet - om varumärken, tecken och symboler 2002. På Prins Eugens Waldemarsudde producerade hon utställningen om Helmer Osslund 2008. Utställning om den finländska konstnären Ellen Thesleff (1869-1954) på Sven-Harrys Konstmuseum, Stockholm våren 2016. Hennes senaste forskningsprojekt och bok handlar om Lisa Bauer, tecknare och glaskonstnär (1920-2003) som utkom 2021.
Lena Holger har varit ordförande i föreningen för Nutida Svenskt Silver och i Sällskapet Nya Idun. Hon har varit vice ordförande i Kulturfonden för Sverige och Finlands svenska utskott, Stiftelsen Finlands Kulturinstitut i Sverige och Stiftelsen Nyckelviksskolan Lidingö..